# كونستانتينوس أبوستولو دوكسياديس
كونستانتينوس أبوستولو دوكسياديس (باليونانية: Κωνσταντίνος Δοξιάδης) (14 مايو 1913 - 28 يونيو 1975) هو مهندس معماري يوناني ومخطط حضري. اشتهر بتخطيط مدينة إسلام أباد، العاصمة الجديدة لباكستان، وهو من وضع المخطط الرئيسي لمدينة الرياض، كما عُرف بأنه أب علم العمران.

## الحياة المهنية

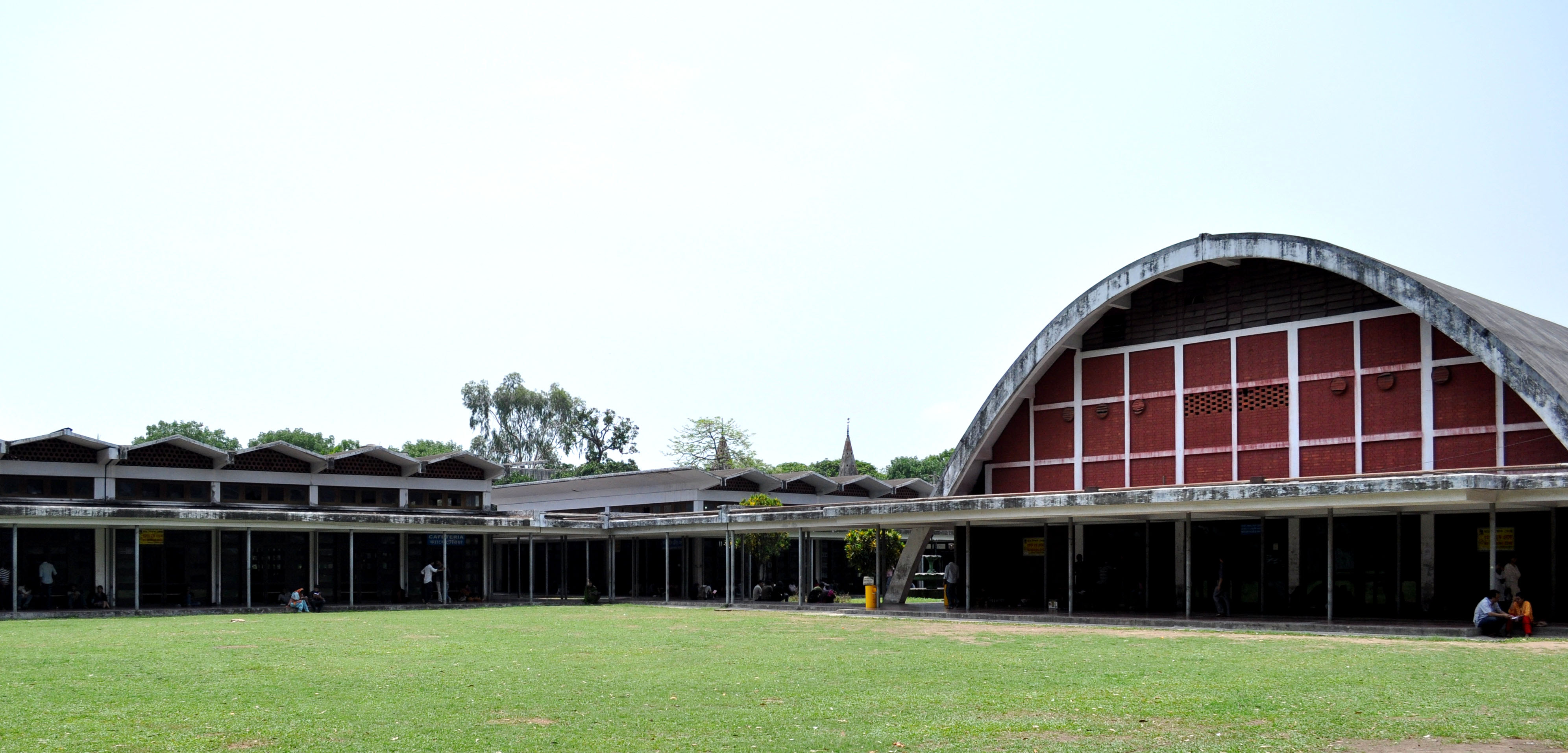
معلم-طالب مركز (TSC) ، جامعة دكا, بنغلاديش

ولد دوكسياديس في 14 أيار / مايو 1913. تخرج من كلية الهندسة المعمارية من جامعة أثينا التقنية في عام 1935, حصل على الدكتوراه من جامعة شارلوتنبورج (جامعة برلين التقنية) في وقت لاحق من العام. في عام 1937 تم تعيينه رئيس بلدة التخطيط ضابط أكبر أثينا. خلال الحرب العالمية الثانية كان يشغل وظيفة رئيس الإدارة الإقليمية وتخطيط المدن في وزارة الأشغال العامة. شارك في المقاومة اليونانية وزينت اليونانية والحكومات البريطانية. وميز نفسه منصب وزير التعمير في نهاية الحرب وكانت هذه التجربة التي سمحت له في خمسينات القرن العشرين إلى مكاسب كبيرة في عقود الإسكان في عشرات البلدان.
في عام 1951 أسس دوكسياديس الزميلة شركة خاصة للاستشارات الهندسية، والتي نمت بسرعة حتى أنه كان لديها مكاتب في خمس قارات ومشاريع في 40 بلدا. في عام 1963 غيرت الشركة اسمها إلى DA International Co. Ltd. مستشار في التنمية العمرانية.
واحدة من أفضل أعماله هو تخطيط مدينة إسلام أباد. تم تصميم المدينة الجديدة كان يدرك تماما، على عكس العديد من المقترحات الأخرى في المدن القائمة، حيث تحول القوى السياسية والاقتصادية لا تسمح تنفيذ خططه. خطة إسلام أباد، يفصل من السيارات والناس، يتيح سهولة الوصول إلى وسائل النقل العامة والمرافق والتراخيص منخفضة التكلفة التوسع التدريجي والنمو دون أن تفقد الإنسان مقياس من «المجتمعات المحلية».
Doxiadis تم تكريمه في عام 1965 من قبل المصممين الصناعية المجتمع من أمريكا مع جائزة خاصة عن نتائج ملحوظة، خلاقة ومبتكرة المفاهيم طويلة الأجل فوائد التصميم الصناعي المهنة، وظائفها التربوية والمجتمع ككل. [بحاجة لمصدر]

## يعمل
- خطة ماجستير في إسلام أبادعاصمة باكستان;1960
- معلم-طالب مركز (TSC)، جامعة دكا، بنغلاديش; 1961

## المنشورات

### الكتب
- Doxiadis، Constantinos A. (1966). Emergence and Growth of an Urban Region: The Developing Urban Detroit Area. Detroit Edison.
- —— (1966). Urban Renewal and the Future of the American City. Public Administration Service.
- —— (1968). Ekistics: An Introduction to the Science of Human Settlements. Oxford University Press.
- —— (1974). Anthropopolis: City for Human Development. W.W. Norton.
- —— Papaioannou، J.G. (1974). Ecumenopolis: The Inevitable City of the Future. Athens Center of Ekistics.
- —— (1975). Building Entopia. Athens Publishing Center.
- —— (1976). Action for Human Settlements. W.W. Norton.

### المقالات الصحفية
- —— (1965). "On Linear Cities". Town Planning Review. ج. 36 ع. 1: 1. DOI:10.3828/tpr.36.1.f4148303n72753nm.
- —— (1967). "Islamabad, the creation of a new capital". Town Planning Review. ج. 38 ع. 1: 35. DOI:10.3828/tpr.38.1.70733287173p06k8.
- —— (1968). "Man's Movement and His City". Science. ج. 162 ع. 3851: 326–334. DOI:10.1126/science.162.3851.326.

## وصلات خارجية
- ويكي بيانات
- Doxiadis مؤسسة
- مركز مكانيا المتكاملة العلوم الاجتماعية
- وهو arieal عرض جزء من إسلام أباد الذي التخطيط Doxiadis كان متورطا.
- Doxiadis على يوتيوب
- Doxiadis الزميلة الصفحة الرئيسية: نسخة محفوظة 8 مايو 2016 على موقع واي باك مشين.